# Urtica bianorii
Urtica bianorii är en nässelväxt som först beskrevs av Edward Louis Herman Knoche, och fick sitt nu gällande namn av Jorge Américo Rodrigues Paiva. Urtica bianorii ingår i släktet nässlor, och familjen nässelväxter.
Inga underarter finns listade i Catalogue of Life.

## Bilder

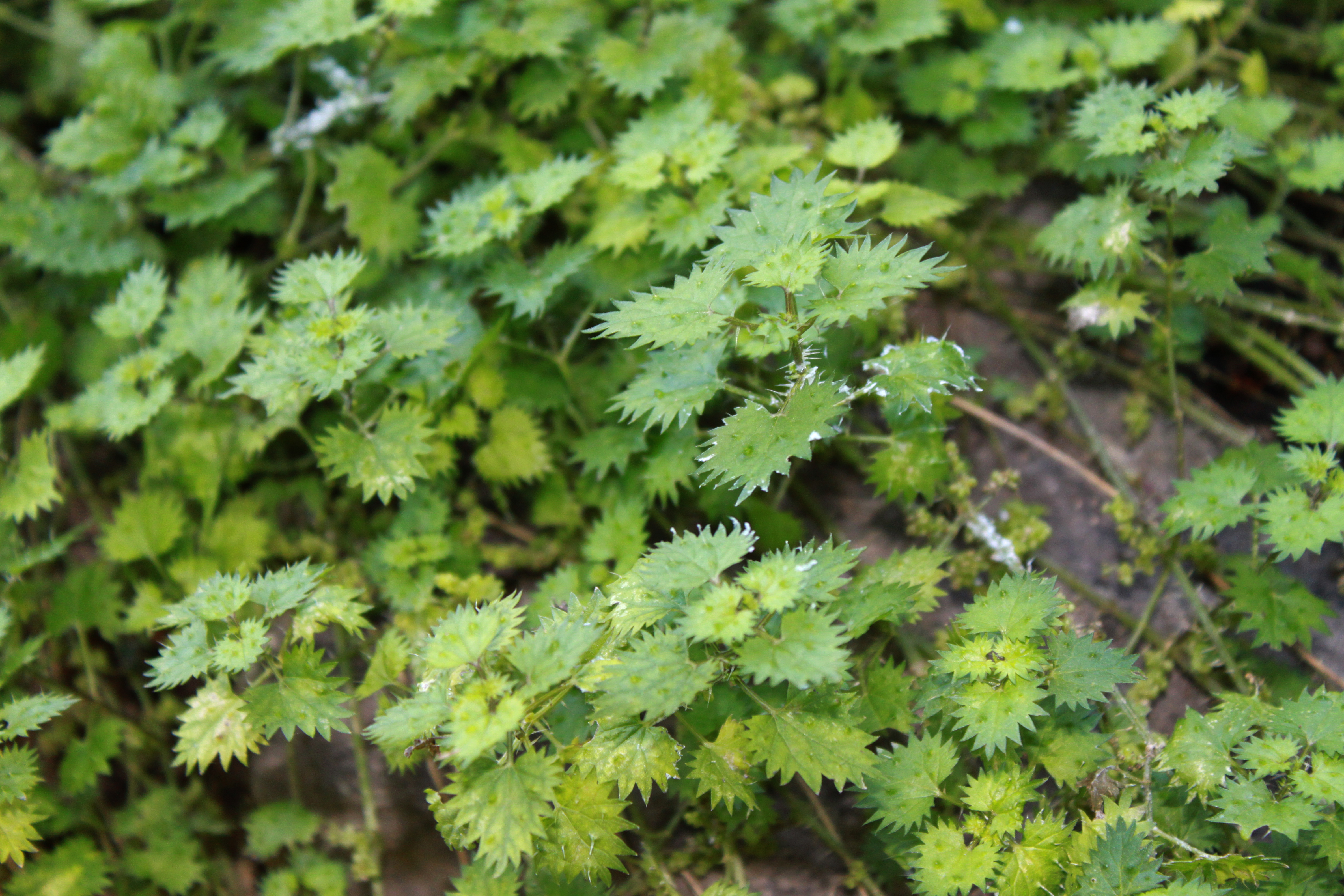
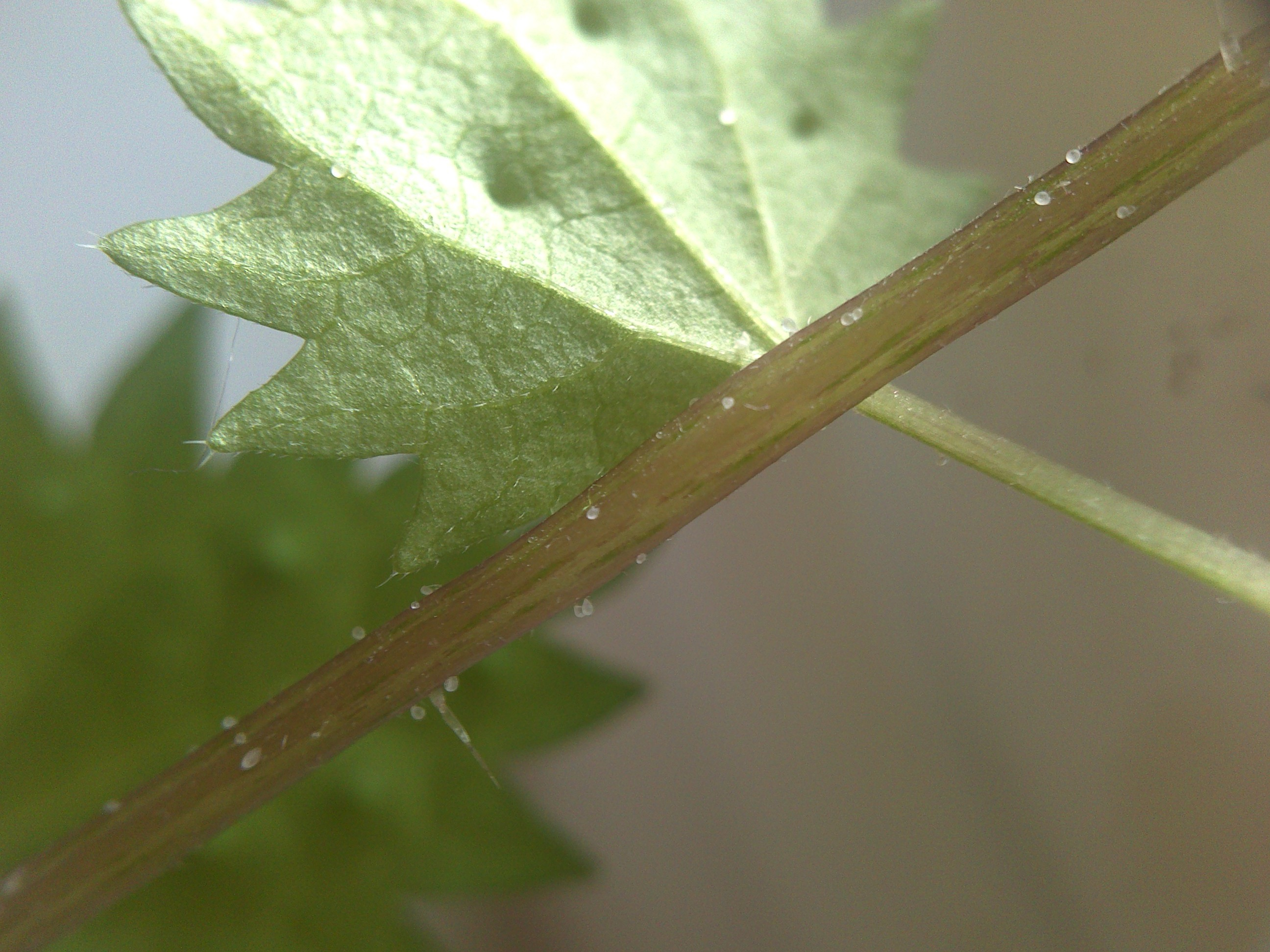
Bladundersida och stjälk